# Pryde of the X-Men
Pryde of the X-Men is een pilotaflevering van een geplande animatieserie gebaseerd op het Marvel Comics superheldenteam X-Men. De aflevering verscheen in 1989. De serie waarvan deze aflevering de pilotaflevering zou zijn is echter nooit gemaakt.
De titel van de aflevering is een woordspeling op Kitty Pryde, een van de leden van de X-Men. De aflevering werd gemaakt door Marvel Productions voor de NBC. De aflevering werd enkele malen uitgezonden tijdens de Marvel Action Universe serie.

## Verhaal
Het verhaal wordt bijna geheel verteld vanuit het perspectief van Kitty Pryde, die hier blijkbaar het nieuwste lid van de X-Men is. Ze wordt door Professor X voorgesteld aan haar collega’s die op dat moment in de Danger Room aan het trainen zijn. De andere X-Men zijn Cyclops, Colossus, Dazzler, Nightcrawler, Storm en Wolverine. Kitty is echter bang voor Nightcrawler vanwege zijn uiterlijk.
Ondertussen ontsnapt de X-Men’s aartsvijand Magneto uit de gevangenentransport en bevrijd eveneens zijn Brotherhood of Mutants (hier Brotherhood of Mutant Terrorists genoemd). Magneto’s Brotherhood bestaat uit White Queen, Juggernaut, Toad, Pyro en Blob. Magneto valt Xaviers school aan en steelt een controleapparaat. Vervolgens vlucht hij naar zijn ruimtebasis Asteroid M, en stuurt een komeet op de Aarde af.
De X-Men gaan het gevecht aan en verslaan de Brotherhood. Dankzij Kitty’s krachten weten de X-Men ook het gestolen apparaat terug te krijgen. Nightcrawler lijkt om te komen wanneer hij de komeet van richting doet veranderen, waardoor Kitty realiseert hoe slecht ze hem beoordeeld heeft. Nightcrawler weet echter te ontsnappen dankzij zijn teleportatiekrachten.

## Reactie
De aflevering werd met gemengde gevoelens ontvangen. Hoewel de animatie (zeker voor die tijd) van hoog niveau was, waren er toch een paar punten waar fans van de strips kritiek op hadden:
- Kitty Pryde werd bijna de gehele aflevering neergezet als een hulpeloze “dame in nood” (damsel in distress). Dit is sterk in tegenspraak met haar stripversie.
- Wolverine praat in deze aflevering met een Australisch accent, terwijl hij van oorsprong uit Canada komt. Ook gebruikte hij veel Australische termen, tot grote ergernis van veel kijkers. De keus om Wolverine een Australisch accent te geven kwam uit de animatieserie Spider-Man and His Amazing Friends, waarin Wolverine ook voorkwam.

## Cast
- Michael Bell....Cyclops/Verschillende stemmen
- Stan Lee....Zichzelf
- Dan Gilvezan....Verschillende stemmen
- Patrick Pinney....Juggernaut/Verschillende stemmen
- Neil Ross....Wolverine
- Earl Boen....Colossus
- Andi Chapman....Storm/Verschillende stemmen
- Pat Fraley....Pyro
- Ronald Gans....Magneto/Verschillende stemmen
- Alan Oppenheimer....Blob/Verschillende stemmen
- Susan Silo....White Queen
- Kath Soucie....Kitty Pryde
- John Stephenson....Professor Charles Xavier
- Alexandra Stoddart....Dazzler/Verschillende stemmen (voice)
- Frank Welker....Nightcrawler, Toad, Lockheed